# Chrysobothris boharti
Chrysobothris boharti är en skalbaggsart som beskrevs av Van Dyke 1934. Chrysobothris boharti ingår i släktet Chrysobothris och familjen praktbaggar. Inga underarter finns listade i Catalogue of Life.